# Grevo
Grevo (en serbe cyrillique : Грево) est un village du nord du Monténégro, dans la municipalité de Pljevlja.

## Démographie

### Évolution historique de la population
| 1948 | 1953 | 1961 | 1971 | 1981 | 1991 | 2003 |
| ---- | ---- | ---- | ---- | ---- | ---- | ---- |
| 211  | 227  | 246  | 237  | 244  | 159  | 216  |